# Cantone di La Chapelle-la-Reine
Il Cantone di La Chapelle-la-Reine era una divisione amministrativa dell'arrondissement di Fontainebleau.
È stato soppresso a seguito della riforma complessiva dei cantoni del 2014, che è entrata in vigore con le elezioni dipartimentali del 2015.
Comprendeva i comuni di:
- Achères-la-Forêt
- Amponville
- Boissy-aux-Cailles
- Boulancourt
- Burcy
- Buthiers
- La Chapelle-la-Reine
- Fromont
- Guercheville
- Larchant
- Nanteau-sur-Essonne
- Noisy-sur-École
- Recloses
- Rumont
- Tousson
- Ury
- Le Vaudoué
- Villiers-sous-Grez